# Vyznavači ohňů
Vyznavači ohňů je třetí studiové album brněnské skupiny Kamelot. Vydal ho Monitor Records v roce 1992, nahráno bylo ve studiu "V" ve Zlíně akusticky bez elektrických zvukových doprovodů a kulis.

## Obsazení
Autorem všech textů a hudby je Roman Horký. Obsazení skupiny:
- Roman Horký – sólo kytara, sólo zpěv (skladby 1,2,3,7,8,9,10,11,12)
- Radek Michal – kytara, sólo zpěv (4,5,6,10)
- Jaroslav Zoufalý – congo, percussion, zpěv
- Petr Rotschein – baskytara, zpěv

## Skladby
1. Zrození hvězd
2. Na útěku
3. 1492
4. Zajatci
5. Heidi, děvčátko z hor
6. Vyznavači ohňů
7. Danny
8. Vláčím se
9. Nad hlavou zpívající drát
10. Ďábel
11. Rána do palice
12. Dobří holubi se vracejí